# Sprîsivka, Dunaiivți
Sprîsivka (în ucraineană Сприсівка) este un sat în comuna Malievți din raionul Dunaiivți, regiunea Hmelnîțkîi, Ucraina.

## Demografie
Componența lingvistică a localității Sprîsivka
     Ucraineană (96,38%)
     Rusă (2,9%)
     Alte limbi (0,72%)
Conform recensământului din 2001, majoritatea populației localității Sprîsivka era vorbitoare de ucraineană (96,38%), existând în minoritate și vorbitori de rusă (2,9%).